# 马拉尼昂州坎佩斯特里
马拉尼昂州坎佩斯特里（葡萄牙語：Campestre do Maranhão）是巴西马拉尼昂州的一个市镇。总面积615.379平方公里，总人口12199人，人口密度19.8人/平方公里。